# Plunket Shield 2016/17
Der Plunket Shield 2016/17 war die 88. Saison des nationalen First-Class-Cricket-Wettbewerbes in Neuseeland und wurde vom 22. Oktober 2016 bis zum 1. April 2017 ausgetragen.

## Format
Die Mannschaften spielten in einer Division  gegen jede andere jeweils zwei Spiele. Für einen Sieg erhielt ein Team zunächst 12 Punkte, für ein Unentschieden (beide Mannschaften erzielen die gleiche Anzahl an Runs) 6 Punkte. Sollte kein Ergebnis erreicht werden und das Spiel in einem Remis enden, bekommen beide Mannschaften 0 Punkte, wenn das Spiel abgesagt wird, 2 Punkte. Zusätzlich besteht die Möglichkeit, in den ersten 110 Over des ersten Innings Bonuspunkte zu sammeln. Dabei werden jeweils bis zu 4 Punkte für erzielte Runs und für erzielte Wickets vergeben. Im Falle einer Reduktion der Spieldauer auf einen Tag wird ein Sieg mit 6 Punkten, ein Unentschieden mit 3 und ein Remis mit 2 Punkten honoriert, Bonuspunkte werden dann nicht vergeben. Des Weiteren ist es möglich, dass Mannschaften Punkte abgezogen bekommen, wenn sie beispielsweise zu langsam spielen oder der Platz nicht ordnungsgemäß hergerichtet ist. Am Ende der Saison ist der Sieger der Division der Gewinner des Plunket Shields.

## Resultate
Tabelle
Die Tabelle der Saison nahm zum Beginn die nachfolgende Gestalt an.
| Teams              | Sp. | S | N | U | R | A | Bat | Bwl | Ded | Punkte |
| ------------------ | --- | - | - | - | - | - | --- | --- | --- | ------ |
| Canterbury         | 10  | 4 | 4 | 0 | 2 | 0 | 22  | 35  | 0   | 105    |
| Northern Districts | 10  | 4 | 2 | 0 | 4 | 0 | 18  | 37  | 0   | 103    |
| Auckland           | 10  | 3 | 3 | 0 | 4 | 0 | 26  | 36  | 0   | 98     |
| Wellington         | 10  | 2 | 2 | 0 | 5 | 1 | 22  | 35  | 5   | 86     |
| Central Districts  | 10  | 2 | 1 | 0 | 6 | 1 | 20  | 30  | 5   | 79     |
| Otago              | 10  | 1 | 4 | 0 | 5 | 0 | 16  | 32  | 0   | 60     |

Sieg: 12 Punkte; Remis: 0 Punkte
Spiele
| 22. – 25. Oktober Scorecard | Christchurch | Canterbury 445 (96.1) & 165 (48.5)       | – | Northern Districts 415 (146.1) & 198-5 (63.2) |
|                             |              | Northern Districts gewinnt mit 5 Wickets |   |                                               |

| 22. – 25. Oktober Scorecard | Mount Maunganui | Auckland 269 (75.4) & 278 (90.1) | – | Wellington 273 (87.3) & 275-4 (70.4) |
|                             |                 | Wellington gewinnt mit 6 Wickets |   |                                      |

| 22. – 25. Oktober Scorecard | Nelson | Otago 479-5d (142) & 238-2 (74) | – | Central Districts 365-5d (104) |
|                             |        | Remis                           |   |                                |

| 29. Oktober – 1. November Scorecard | Auckland | Otago 164 (72.3) & 353 (91)    | – | Auckland 145 (59.2) & 378-8 (97.2) |
|                                     |          | Auckland gewinnt mit 2 Wickets |   |                                    |

| 29. Oktober – 1. November Scorecard | Christchurch | Canterbury 202 (82) & 354 (135.4) | – | Central Districts 399 (109.3) & 86 (29) |
|                                     |              | Canterbury gewinnt mit 71 Runs    |   |                                         |

| 29. Oktober – 1. November Scorecard | Wellington | Northern Districts 285 (84.1) & 156-6 (78) | – | Wellington 376-8d (109.3) |
|                                     |            | Remis                                      |   |                           |

| 5. – 8. November Scorecard | Auckland | Wellington 475-8d (122) & 240-9d (54) | – | Auckland 374 (99.3) & 276-6 (65) |
|                            |          | Remis                                 |   |                                  |

| 5. – 8. November Scorecard | Hamilton | Northern Districts 138 (29.5) & 181 (63.1) | – | Canterbury 112 (35) & 186 (67.1) |
|                            |          | Northern Districts gewinnt mit 21 Runs     |   |                                  |

| 5. – 8. November Scorecard | Dunedin | Otago 402 (118.5) & 213-7d (39.3) | – | Central Districts 216 (78.4) & 266-7 (103) |
|                            |         | Remis                             |   |                                            |

| 14. – 17. November Scorecard | Mount Maunganui | Northern Districts 417-7d (107) & 110-5 (34.5) | – | Auckland 348 (63) |
|                              |                 | Remis                                          |   |                   |

| 14. – 17. November Scorecard | Invercargill | Canterbury 446-6d (98.1) | – | Otago |
|                              |              | Remis                    |   |       |

| 14. – 17. November Scorecard | Wellington | Wellington | – | Central Districts |
|                              |            | Abgesagt   |   |                   |

| 22. – 25. November Scorecard | Rangiora | Canterbury 245 (74.3) & 400-7d (96) | – | Auckland 285 (85.5) & 350 (80.2) |
|                              |          | Canterbury gewinnt mit 10 Runs      |   |                                  |

| 22. – 25. November Scorecard | Napier | Central Districts 225 (78.3) & 377-5d (86) | – | Northern Districts 153 (73.2) & 295-7 (129) |
|                              |        | Remis                                      |   |                                             |

| 22. – 25. November Scorecard | Dunedin | Otago 208 (67.4) | – | Wellington 350-7d (84.3) |
|                              |         | Remis            |   |                          |

| 25. – 28. Februar Scorecard | Auckland | Auckland 385-5d (97) & 260-6d (60) | – | Central Districts 256-7d (84) & 115-1 (37) |
|                             |          | Remis                              |   |                                            |

| 25. – 28. Februar Scorecard | Whangārei | Northern Districts 278 (96.4) & 286 (92.4) | – | Otago 276 (92) & 289-5 (73.2) |
|                             |           | Otago gewinnt mit 5 Wickets                |   |                               |

| 26. Februar – 1. März Scorecard | Wellington | Wellington 297 (91.4) & 269 (101.2) | – | Canterbury 243 (81.5) & 325-3 (72.5) |
|                                 |            | Canterbury gewinnt mit 7 Wickets    |   |                                      |

| 6. – 9. März Scorecard | Auckland | Canterbury 305-8d (95) | – | Auckland 333 (100) |
|                        |          | Remis                  |   |                    |

| 6. – 9. März Scorecard | Hamilton | Central Districts 274-9d (78.4) | – | Northern Districts 119-9 (54) |
|                        |          | Remis                           |   |                               |

| 6. – 9. März Scorecard | Wellington | Wellington 302-8d (107.4) | – | Otago 98 (43.3) & 304 (117) (f/o) |
|                        |            | Remis                     |   |                                   |

| 14. – 17. März Scorecard | Auckland | Auckland 461 (120.3) & 202-4d (48.3) | – | Northern Districts 334 (106.4) & 258 (75.5) |
|                          |          | Auckland gewinnt mit 71 Runs         |   |                                             |

| 14. – 17. März Scorecard | Christchurch | Otago 140 (71) & 173 (60.1)                       | – | Canterbury 432-9d (113.4) |
|                          |              | Canterbury gewinnt mit einem Innings und 119 Runs |   |                           |

| 14. – 17. März Scorecard | Napier | Wellington 245 (78.1) & 336 (127.2) | – | Central Districts 382 (125.1) & 191-9 (39) |
|                          |        | Remis                               |   |                                            |

| 21. – 24. März Scorecard | Nelson | Canterbury 388 (114) & 273-8d (69)      | – | Central Districts 315 (97.1) & 349-6 (86) |
|                          |        | Central Districts gewinnt mit 4 Wickets |   |                                           |

| 21. – 24. März Scorecard | Mount Maunganui | Wellington 151 (83.1) & 269 (110.3)      | – | Northern Districts 262 (110.4) & 162-1 (57.1) |
|                          |                 | Northern Districts gewinnt mit 9 Wickets |   |                                               |

| 21. – 24. März Scorecard | Dunedin | Otago 282 (97) & 205 (55.1)    | – | Auckland 304 (69.4) & 185-2 (29.2) |
|                          |         | Auckland gewinnt mit 8 Wickets |   |                                    |

| 29. März – 1. April Scorecard | Christchurch | Canterbury 197 (64.2) & 293-8d (73) | – | Wellington 264 (90.1) & 230-3 (47.2) |
|                               |              | Wellington gewinnt mit 7 Wickets    |   |                                      |

| 29. März – 1. April Scorecard | Napier | Auckland 200-9d (51.3) & 281-7d (48.5)  | – | Central Districts 181 (85.5) & 301-7 (68.5) |
|                               |        | Central Districts gewinnt mit 3 Wickets |   |                                             |

| 29. März – 1. April Scorecard | Dunedin | Otago 432-8d (128) & 189-8d (48)         | – | Northern Districts 275 (89) & 350-7 (101.1) |
|                               |         | Northern Districts gewinnt mit 3 Wickets |   |                                             |